# Pfarrkirche Oberleis

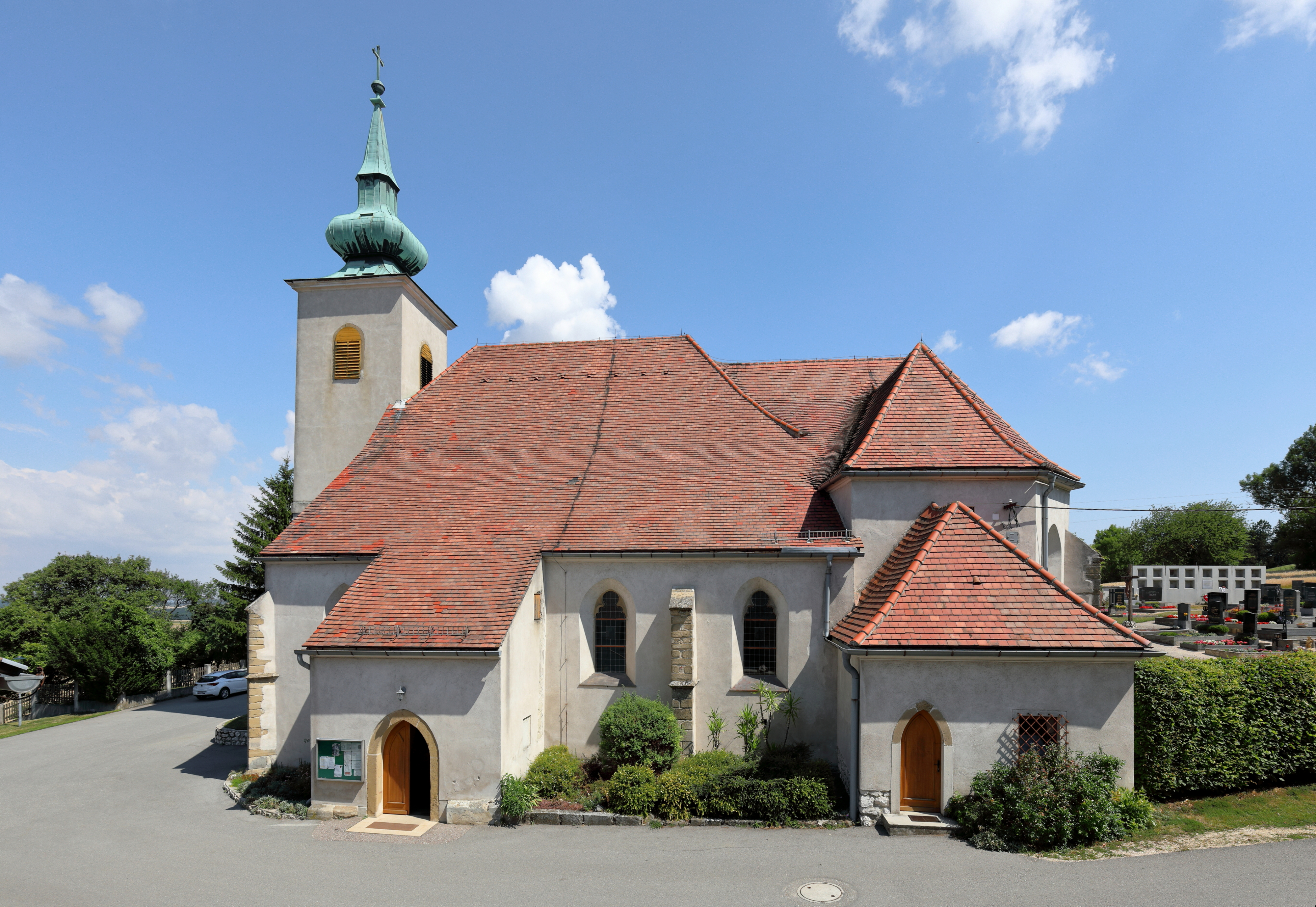
Pfarrkirche Oberleis: Südansicht

Die Pfarrkirche Oberleis ist eine den Heiligen Mauritius und Maria geweihte Pfarr- und Wallfahrtskirche in der Gemeinde Ernstbrunn in Österreich und ist am Jakobsweg Weinviertel gelegen.
Urkundlich erstmals erwähnt im Jahr 1135 als Babenberger Eigenpfarrkiche ist ihre Entwicklung als Wallfahrtskirche mit dem Jahr 1607 belegt. Im Jahr 1784 wurde sie aufgehoben, 1787 abgebrochen und auf die Höhe des Oberleiser Berges übertragen. 1807 erfolgte der Neubau.

## Außenbeschreibung
Der Westturm aus dem Jahr 1807 wurde mit Zwiebelhelm und Rundbogenfenstern versehen. An der Langhausnordseite befindet sich eine barocke Blendrahmeneingliederung mit Rundbogenfenster aus dem 18. Jahrhundert. Im Westen ragt ein romanischer Mauerkern hervor.
Das südliche Seitenschiff aus dem späten 15. und frühen 16. Jahrhundert ist mit Strebepfeilern und kleeblattförmigen geschlossenen Spitzbogenfenstern versehen. Im Westen befindet sich ein Spitzbogenportal mit einem südlich kreuzgratgewölbten Portalvorbau mit abgefastem Spitzbogentor. Dort befindet sich ein Grabstein mit Inschrift aus dem Jahr 1768.
Der eingezogene, einjochige Chor mit 5/8-Schluss stammt aus dem 14. Jahrhundert und weist giebelgekrönte Strebepfeiler und Spitzbogenfenster auf.
Der südliche Nebenchor aus dem 16. Jahrhundert ist gegenüber dem Seitenschiff erhöht, gleichzeitig mit diesem erbaut und weist ebenfalls Spitzbogenfenster auf.

## Innenausstattung

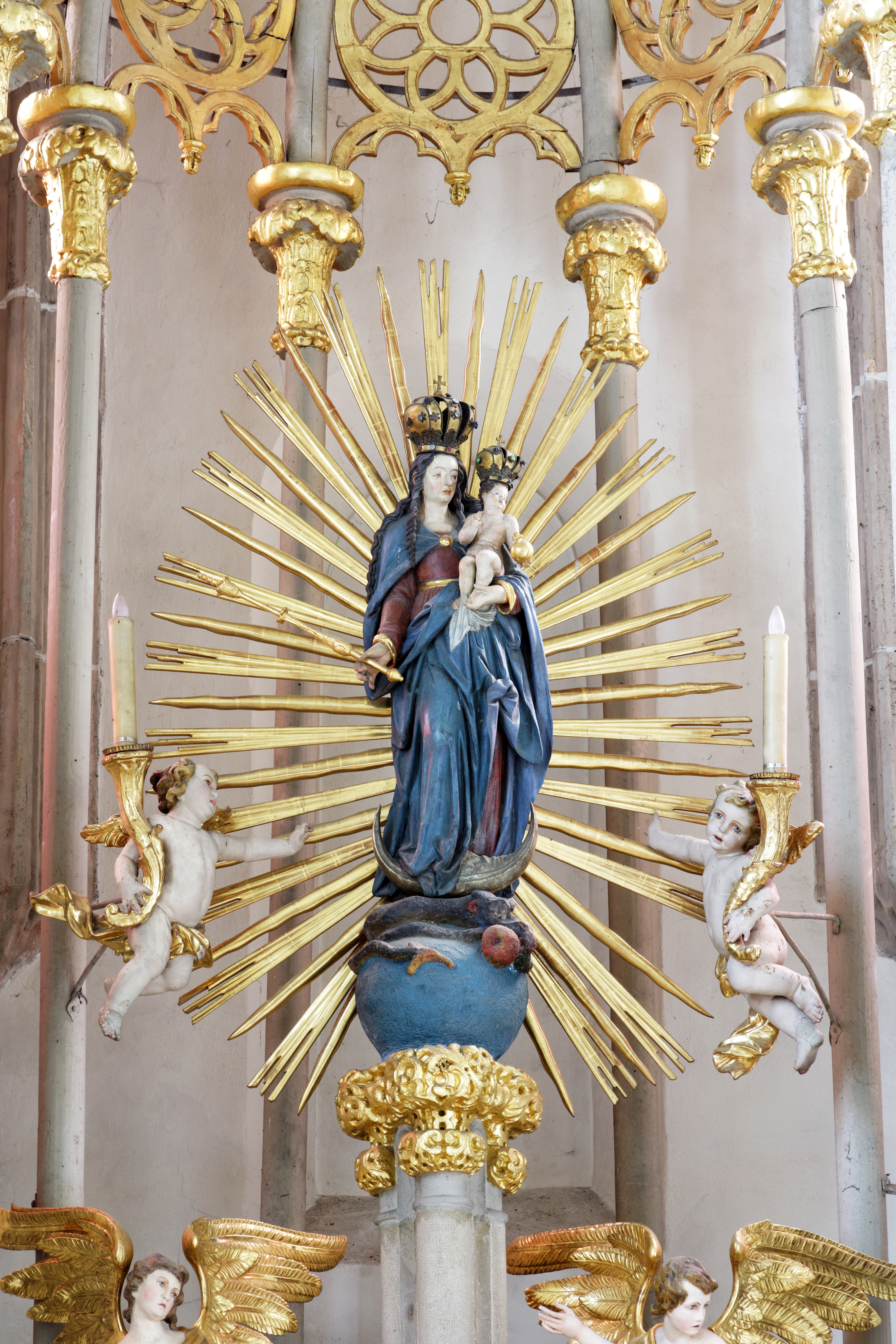
Marienstatue in der Mitte des Hochaltars

Der Hochaltar der Wallfahrtskirche stammt aus dem Jahr 1791, aus der frühen Neugotik und hat 3 hohe Spitzbogenarkaden mit schlanken Bündelpfeilern. Die Mittelarkade ist durch Rundstäbe und eine Konche zu einem Nischenpolygon erweitert, hierin befindet sich eine vermutlich gotisch überschnitzte Marienfigur mit Kind. Als Seitenfiguren links und rechts stehen der hl. Florian und der hl. Leopold. Die Kanzel aus Sandstein hat gotisierende Blendgliederungen und die Form eines polygonalen Korbes und stammt aus dem 18. Jahrhundert. Die Orgel mit 16 Registern wurde 1936 von Johann M. Kauffmann gebaut, das Taufbecken steht auf kleinen Säulen und ist ebenfalls aus Sandstein.